# Università di Cesena
L'Università di Cesena fu un antico studium fondato nel XVI secolo e chiuso definitivamente con l'invasione napoleonica d'Italia.

## Storia
La nascita dell'Università a Cesena fu probabilmente collegata all'istituzione del Collegio Giuridico cesenate concessa da Giulio II nel 1504. Fu uno tra i primi a sorgere e ad affermarsi in Romagna. Nel 1534 vennero approvati gli statuti, i privilegi e i decreti del sunnominato Collegio; nel 1561 Papa Pio IV eresse un secondo Collegio: quello dei Medici e dei Filosofi. I Collegi rilasciavano patenti (oggi chiamate lauree) che abilitavano all'esercizio della professione. Negli anni successivi questi primi Collegi si organizzarono e si strutturarono dando vita all'Università, che trovò sede in viale Mazzoni al n. 42. L'Università cesenate fu riconosciuta come ente giuridico da papa Gregorio XIII il 18 aprile 1576.
Fino al XVI secolo rilasciò le lauree in legge e in medicina. Nel 1645 fu istituita la cattedra di teologia, riconosciuta dalla Santa Sede nel 1675. In quell'anno Papa Clemente X emanò un Motu proprio col quale confermò i privilegi Universitatis Caesenae eiusque Collegiorum et Collegium Juristarum amplioribus facultatibus decoratur. Si trattò di un atto confermativo dei privilegi dello Studio cesenate.
Nel 1785 Pio VI abolì il vincolo di territorialità, in base al quale i laureati nell'ateneo cesenate potevano insegnare solo a Cesena e dintorni. Con la bolla del 2 settembre 1785 il pontefice equiparò l'università di Cesena a tutti gli altri atenei dello Stato della Chiesa, conferendo ai docenti la facoltà di insegnare in tutte le sedi dello Stato. L'università contava allora nove cattedre.
Nel 1796 l'esercito francese invase lo Stato della Chiesa e con il Trattato di Tolentino si impossessò di Cesena e delle Legazioni pontificie.
Il 17 novembre 1800 un'ordinanza del Direttorio della Repubblica Cisalpina revocò all'Università di Cesena il diritto di rilasciare lauree. L'attività didattica cessò, non avendo più ragione di esistere.

Con la Restaurazione la città di Cesena chiese più volte alla Santa Sede il ripristino dell'università cittadina. Nel 1818 il Gonfaloniere inviò una supplica all'allora pontefice Pio VII. Ma la supplica non ottenne esito felice. L'ultima supplica fu inviata il 30 giugno 1824.
Ci si è molto interrogati sulla soppressione d'autorità dello studium cesenate. Napoleone, generalmente, non si occupò di sopprimere istituzioni laiche durante la dominazione dell'Italia. La soppressione forse si spiega col fatto che il suo acerrimo rivale, Papa Pio VI, fosse originario proprio di Cesena.
Nel 1989 Cesena è tornata ad essere città universitaria grazie all'istituzione del corso di laurea in Scienze dell'Informazione dell'Università di Bologna. Nel 2001 si è costituito il Polo Scientifico-Didattico di Cesena. In seguito al nuovo Statuto dell'Università di Bologna, nel 2012 il Polo scientifico-didattico diviene Campus.

## Professori dell'Università di Cesena
- Bonaventura Gazola, docente di diritto canonico e di fisica[4];
- Bartolomeo Mastri, nominato rettore nel 1628[5];
- Bonaventura Belluti;
- Jacopo Mazzoni.